# Busto dorato di Settimio Severo
Il busto d'oro di Settimio Severo è un busto dell'imperatore romano Settimio Severo, vestito con un'armatura a scaglie (Lorica plumata). Fu ritrovato nel 1965 in Grecia ed è ora conservato nel Museo Archeologico di Komotini, nella città di Komotini. È uno degli unici due busti d'oro sopravvissuti di un imperatore romano, l'altro è il busto d'oro di Marco Aurelio.

## Storia
Il busto d'oro fu ritrovato all'inizio di giugno del 1965 nell'area dell'antica città di Plotinopolis, l'odierna Didymoteicho nel nord-est della Grecia, durante lo scavo di una trincea da parte dell'esercito greco. Si trovava a una profondità di 1,6 metri e presentava solo lievi danni. Dopo la scoperta, un frammento della parte inferiore del busto fu tagliata e venduta prima della consegna dell'opera alle autorità, avvenuta pochi giorni dopo.

## Materiale e dimensioni
Il busto d'oro a 23 carati è stato realizzato da un foglio di lamina d'oro, probabilmente tra il 194 e il 196/197 d.C. È composto per oltre il 96% da oro, per il 2-3% da argento e per l'1% da rame. L'oro fu probabilmente ottenuto da monete d'oro fuse con l'aggiunta di monete d'argento. L'altezza totale del busto è di 28,4 cm e la larghezza è di 25,5 cm. Ha uno spessore di 1-1,5 mm e pesa circa 980 g (o tre libbre romane). Per avere un confronto con il valore e il potere d'acquisto dell'epoca, il peso corrisponde a 135 monete d'oro romane (aurei), ciascuna del peso di 7,25 g: nel II secolo d.C. un cavallo costava 16 monete d'oro e una tenuta costava 1300 monete d'oro.

## Funzione
Tutti i busti imperiali conosciuti realizzati in metallo prezioso rappresentano il rispettivo imperatore in armatura. Per quanto riguarda l'uso di questi busti, si ipotizza che servissero come ritratto ufficiale dell'imperatore in pubblico, o come proprietà di un dignitario locale, o come emblema militare (imago militaris). A causa della modalità di ritrovamento, il busto d'oro di Settimio Severo non può essere attribuito con certezza. La tipologia di esecuzione fa pensare che sia stato realizzato per poter essere trasportato agevolmente da una persona.
È possibile che l'interno della testa fosse riempito con un materiale leggero e organico per un miglior bilanciamento. Nel busto era probabilmente inserito un cavalletto adattato e forse incollato, sul quale poteva poggiare un'asta o una base. Sul retro del busto è presente una fascia in bronzo; non è chiaro se la fascia in bronzo sia stata aggiunta durante lavori di restauro o come rinforzo per il fissaggio della lamina d'oro.